# Konstanty Marian Górski
Konstanty Marian Maria Górski ps. Spectator (ur. 1862 w Woli Pękoszewskiej, zm. 5 marca 1909 w Krakowie) – polski pisarz, krytyk literatury i sztuki, poeta oraz historyk. Badacz literatury XVII I XVIII wieku.

## Życiorys
Pochodził z rodziny o tradycjach patriotycznych. Był wnukiem generała Franciszka Górskiego, a synem Jana Górskiego i Marii z hrabiów Łubieńskich. Miał siedmioro rodzeństwa, m.in. jego bratem był polityk Ludwik Górski (1865–1931), a siostrą malarka Pia Maria Górska (1878–1974).
Konstanty uczył się w Gimnazjum św. Anny, potem zaczął studia na Uniwersytecie Jagiellońskim. Kontynuował naukę studiując historię sztuki i literatury na Friedrich-Wilhelms-Universität Berlin. W 1888 roku uzyskał doktorat. Po 1891 kierownik Biblioteki Polskiej w Paryżu, a także wykładowca dziejów malarstwa w Szkole Sztuk Pięknych w Krakowie.
W 1896 roku poślubił w Turwi, Antoninę Chłapowską, z którą miał później dwóch synów: Franciszka (1897-1989, profesor botaniki) oraz Jana Kantego (1898-1990).
W latach 1896–1899 organizował w Paryżu stacje naukowe Akademii Umiejętności. W latach 1890–1894 i 1901–1902 recenzent teatralny „Czasu”. Przyjaciel Henryka Sienkiewicza.
Pochowany został na cmentarzu Rakowickim w Krakowie, w grobowcu rodzinnym, w kwaterze 25.

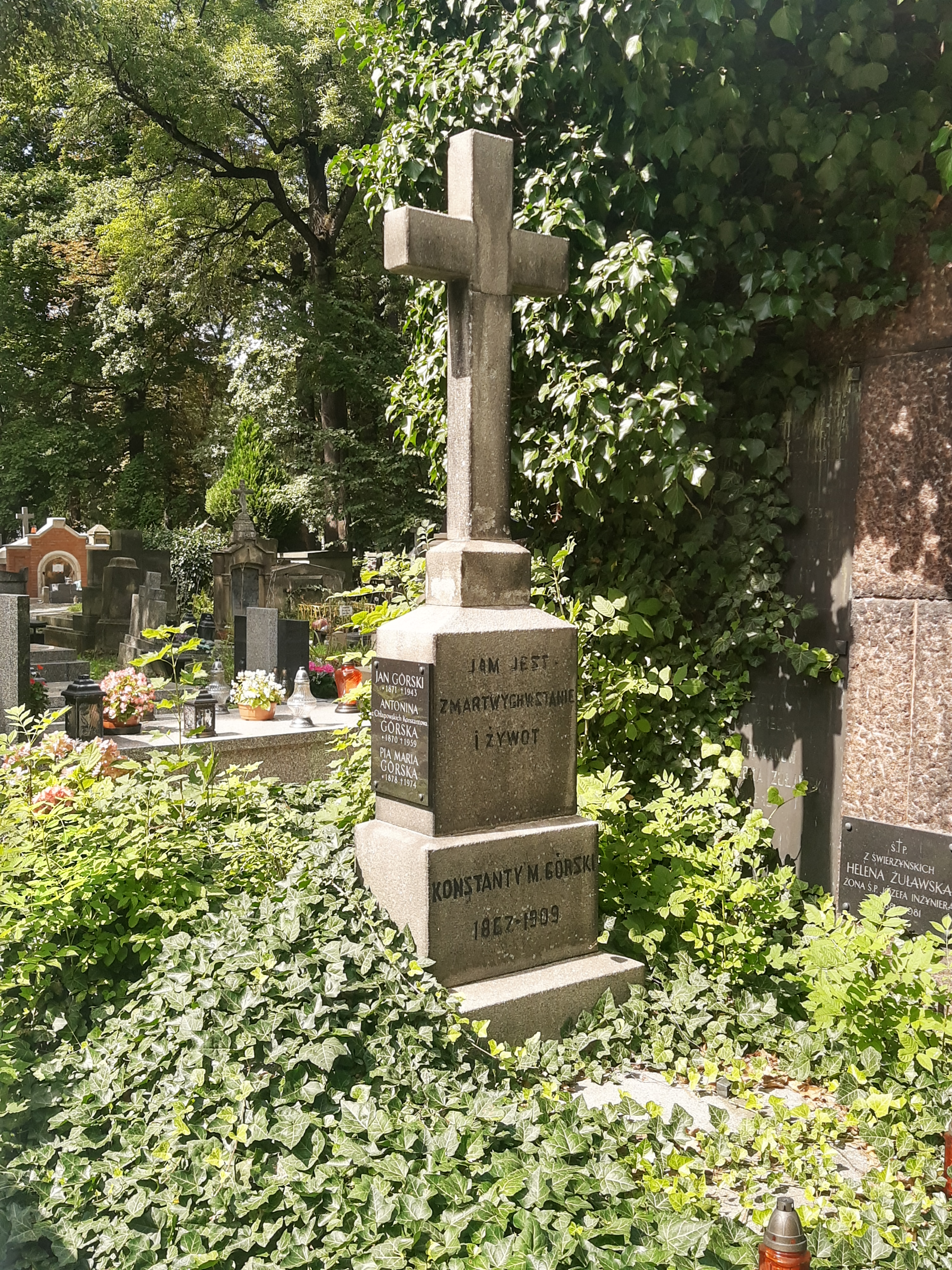
Grób Konstantego i Pii Górskich na cmentarzu Rakowickim

### Wywód przodków
| 4. Franciszek Górski    |  |                               |  |  |                     |
|                         |  | 2. Jan Górski                 |  |  |                     |
| 5. Teodozja z Krępskich |  |                               |  |  |                     |
|                         |  |                               |  |  | 1. Konstanty Górski |
| 6. Seweryn Łubieński    |  |                               |  |  |                     |
|                         |  | 3. Maria z Łubieńskich Górska |  |  |                     |
| 7. Amelia z Jezierskich |  |                               |  |  |                     |
|                         |  |                               |  |  |                     |

## Twórczość
Reprezentował poglądy zachowawczo katolickie, pozostając pod wpływem Stanisława Tarnowskiego. Jego poglądy estetyczne kształtowały się pod wpływem Jacoba Burckhardta. Tworzył wiersze, opowiadania i nowele. Jako poeta reprezentował tendencje klasycyzujące – zbiór poezji pt. Wierszem (1883-1893, wyd. 1904). Autor noweli Biblioman nagrodzonej III miejscem na konkursie „Czasu” (1895). Zajmował się krytyką, publikując szereg studiów literackich i artystycznych (w „Bibliotece Warszawskiej” i w „Czasie”). Znawca literatury polskiej XVII i XVIII w. Autor studiów o Janie III Sobieskim w literaturze polskiej XVII w. (1882), o bajkach Krasickiego i zwłaszcza źródłowej pracy o Karpińskim (Pisma literackie 1913). Pisma literackie wydane zostały przez Stanisław Pigonia (1913). Tłumaczył i parafrazował dzieła Horacego, Katullusa, Wergiliusza.

### Prace
- Biblioman: nowela z konkursu literackiego "Czasu" (1896)
- Król Jan III w poezji polskiej XVII w.
- Studia nad bajkami Krasickiego,
- Franciszek Karpiński (w Pismach literackich),
- Polska sztuka współczesna na wystawie we Lwowie